# Caribbomerus exiguus
Caribbomerus exiguus är en skalbaggsart som först beskrevs av Fernando de Zayas 1975.  Caribbomerus exiguus ingår i släktet Caribbomerus och familjen långhorningar.
Artens utbredningsområde är Kuba. Inga underarter finns listade.